# Krasnionka
Krasnionka (en rus: Краснёнка) és un poble de l'óblast de Nóvgorod, a Rússia, segons el cens del 2011 tenia 135 habitants.